# Адамовський потік
Адамовський потік (словац. Adamovský potok) — річка; права притока Хохолниці, протікає в окрузі Тренчин.
Довжина приблизно 4.5-5.0 км. Витік знаходиться в масиві Повазька рівнина (геоморфологічна підодиниця Білокарпатське передгір'я) — на висоті приблизно 295-300 метрів.
Протікає територією села Адамовське Кохановце. Впадає у Хохолницю на висоті приблизно 195-200 метрів.